# شوبولا
شوبولا (Shubula) خدایی بین‌النهرینی بود.

## شخصیت
شوبولا خدایی خُرد بود. تصور می‌شود که این نام از نظر ریشه‌شناسی با کلمه اکدی ābalu(m) به معنای «خشک کردن» یا «خشک شدن» مرتبط است. یک پیشنهاد کمتر محتمل در عوض آن را از ریشه wābalu(m) به معنای «حمل کردن» می‌داند. او به احتمال زیاد با جهان زیرین در ارتباط بود.

## ارتباط با سایر خدایان
بسیاری از محققان شوبولا را پسر نرگال می‌دانند. در میان این گروه از مفسران، اندرو ر. جرج، فرانس ویگرمن و جولیا کرول قرار دارند.

## پرستش
پیوتر میکالوفسکی شوبولا را «شناخته شده فقط در منابع اور سوم و اوایل دوره ایسن-لارسا» توصیف می‌کند اما تحقیقات جدیدتر نشان می‌دهد او در اسناد دوره‌های بعدی نیز گواهی شده است. او هنوز در اواخر هزاره اول پیش از دوران مشترک، در امپراتوری سلوکی پرستش می‌شد.

### خارج از بین‌النهرین
اسم‌های تئوفوری که در اسناد اداری گواهی شده‌اند نشانگر پرستش شوبولا در دوره بابلی باستان در شوش و عیلام هستند.